# Damian Wojtasik
Damian Wojtasik (ur. 6 sierpnia 1990 w Sosnowcu) – polski siatkarz plażowy, trener reprezentacji Polski kobiet w siatkówce plażowej. Dwukrotny złoty medalista mistrzostw Polski w tej dyscyplinie.
W latach 2007–2014 reprezentował Polskę w turniejach młodzieżowych i seniorskich w siatkówce plażowej. W 2009 roku w parze z Markiem Leźnickim został mistrzem Europy U20 podczas turnieju rozgrywanego w Grecji. W 2010 roku w parze z Rafałem Szternelem wywalczył złoty medal mistrzostw Polski w Niechorzu. Dwa lata później powtórzył ten sukces w parze z Jarosławem Lechem. W 2014 roku w parze z Dominikiem Witczakiem zajął drugie miejsce, przegrywając finał z parą Piotr Kantor/Bartosz Łosiak.
Aktualnie jest trenerem reprezentacji Polski kobiet w siatkówce plażowej. Prywatnie jest mężem siatkarki Kingi Wojtasik.